# Fehren
Fehren (toponimo tedesco) è un comune svizzero di 610 abitanti del Canton Soletta, nel distretto di Thierstein.